# 天主教總堂區學校
天主教總堂區學校（英語：Catholic Mission School；簡稱：總堂區、CMS）是香港的一間全日制政府津貼男女小學，位於香港島中西區上環律打街，屬於香港學校網11區。以英語作為授課語言，校內有不少不同國籍的學生。

## 校政管理
歷任校監
- 李宏碁 主教
- 陳伯良 蒙席[1]
- 曾慶霖 神父
- 譚樹培 神父
- 劉榮耀 神父
- 魏希信 神父
- 胡路明 女士[2]
- 李惠芳 女士
- 2007年至？：蔡楷俊 先生
- 林銘 神父

歷任校長
- 郭湘亮 先生
- 劉淑玲 女士
- 林褔生 先生
- 潘樹照 先生[2]
- 鄧烈文 先生
- 馮淑楷 先生
- 宗藹雯 女士

## 歷史
在1952年，當時因為內地動盪，大量中國難民湧入香港，當時天主教香港教區有見及此，便為當時難民的兒童開設義學，起初命名為「聖達濟學校」，借用了聖心學校地方上課，由桑德嵐神父出任校長。後來學校學生人數逐漸增加，借用聖心學校上課的地方不敷應用，遂再租用干德道九號的輔仁書院之校舍來開設下午班。期間桑德嵐神父調職，由唐多明神父接任為校長。
在1958年再借用高主教書院上課，開辦下午及夜校課程，命名為「高主教書院中文部小學」，由已故李宏碁主教出任校長，在1965在得到當時香港政府批准撥地建校和在1967年9月正式遷到現址上課，定名為「天主教總堂區學校」。該校校歌由前校監劉榮耀神父創作。

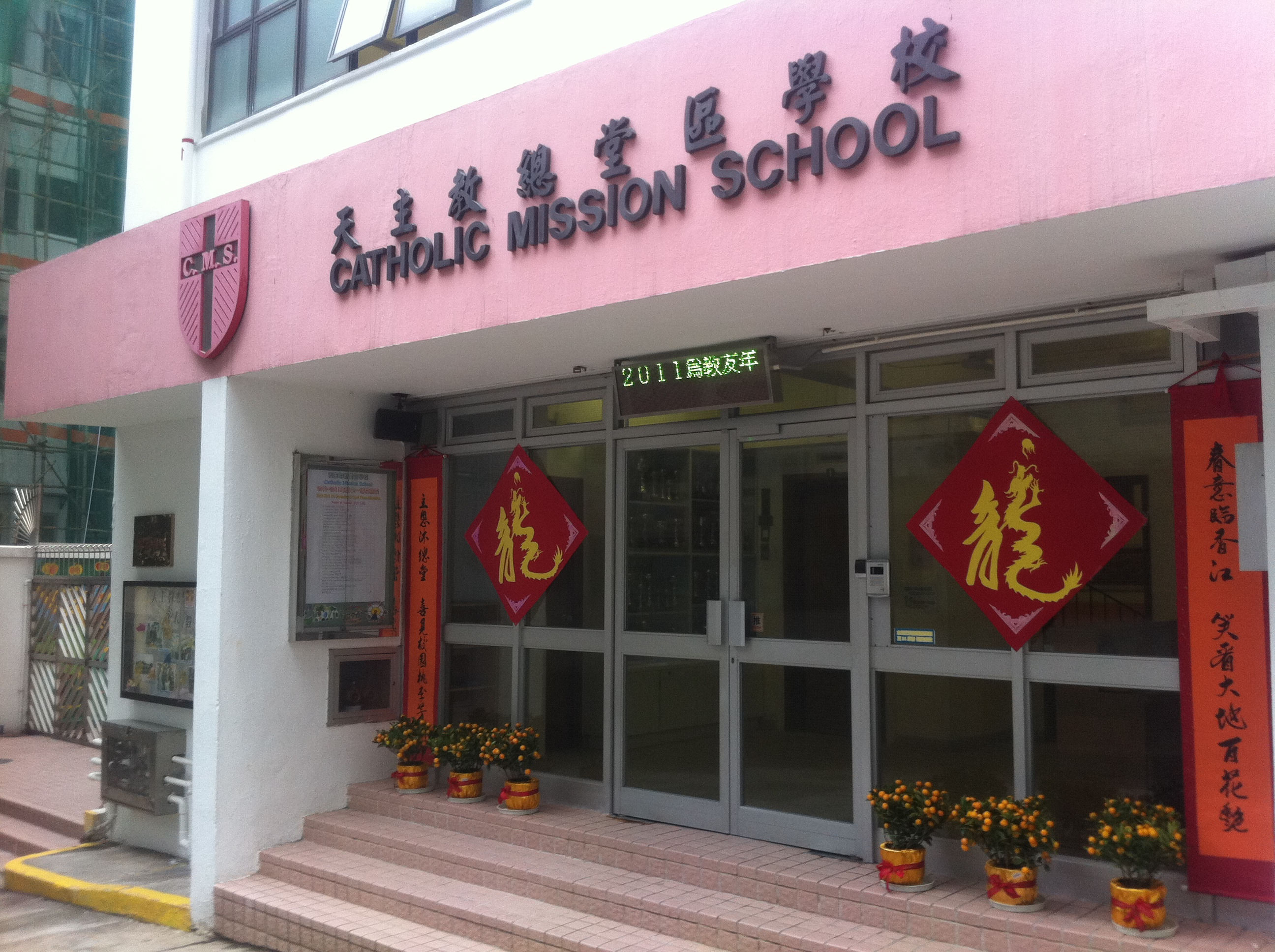
校舍入口近攝

## 著名/傑出校友
- 梁泰來：香港商業電台節目《1圈圈》主持及對外事務部總監
- 游莨維：無綫電視藝員（1993年小六）[3]

## 外部連結
- 天主教總堂區學校 （页面存档备份，存于）